# Deutschland Tour 2002
| Endstand nach der 7. Etappe | Endstand nach der 7. Etappe | Endstand nach der 7. Etappe |
| --------------------------- | --------------------------- | --------------------------- |
| Sieger                      | Igor González de Galdeano   | 28:55:36 h (39,783 km/h)    |
| Zweiter                     | Aitor Garmendia             | + 0:17 min                  |
| Dritter                     | Tobias Steinhauser          | + 0:37 min                  |
| Vierter                     | Jens Voigt                  | + 0:41 min                  |
| Fünfter                     | Alex Zülle                  | + 0:42 min                  |
| Sechster                    | Jörg Jaksche                | + 1:00 min                  |
| Siebter                     | Isidro Nozal                | + 1:25 min                  |
| Achter                      | David Plaza                 | + 1:33 min                  |
| Neunter                     | Uwe Peschel                 | + 1:35 min                  |
| Zehnter                     | Eddy Ratti                  | + 2:08 min                  |
| Sprintwertung               | Erik Zabel                  | 124 P.                      |
| Zweiter                     | Stuart O’Grady              | 80 P.                       |
| Dritter                     | Salvatore Commesso          | 39 P.                       |
| Bergwertung                 | Gianluca Bortolami          | 25 P.                       |
| Zweiter                     | Pierrick Fédrigo            | 18 P.                       |
| Dritter                     | Jimmy Engoulvent            | 18 P.                       |
| Teamwertung                 | Team Gerolsteiner           | 74:30:14 h                  |
| Zweiter                     | ONCE-Eroski                 | + 0:37 min                  |
| Dritter                     | Team Coast                  | + 0:47 min                  |

Die 4. Deutschland Tour fand vom 3. bis 9. Juni 2002 statt. Sie führte von Wiesbaden über 1.150,8 Kilometer nach Stuttgart durch den Süden Deutschlands. Es gingen 188 Fahrer aus erstmals 19 Profiteams an den Start, von denen jedoch nur 77 das Ziel erreichten.
Erstmals seit der Neuauflage der Rundfahrt 1999 fand diese nicht zeitgleich mit dem Giro d’Italia statt. Zudem wurde im Vergleich zu den Vorjahren ein bergigeres Profil gewählt und es wurde eine Teamwertung eingeführt.

## Verlauf
Bereits auf den ersten beiden Etappen zeigte Erik Zabel seine Klasse mit zwei Siegen und verdeutlichte damit die Vormachtstellung des Team Telekom in Deutschland. Auf der dritten Etappe, die über den Kandel führte, attackierte das Team Coast und siegte prompt mit Aitor Garmendia, der auch das Führungstrikot von Zabel übernahm. Im darauffolgenden Einzelzeitfahren wechselte der Träger des Trikots erneut. Jedoch nicht Etappensieger Michael Rich, sondern Igor González de Galdeano streifte es sich über und gab es bis zum Ende der Tour nicht mehr ab. Die weiteren Tagessiege holten sich Zabel auf der fünften und siebten Etappe, sowie Stéphane Augé, der aus einer Spitzengruppe heraus, die über elf Minuten Vorsprung ins Ziel rettete, sich durchsetzen konnte. Das Feld zeigte sich von den kalten Witterungsbedingungen in den Alpen wenig begeistert und zerschlug so die Hoffnungen der Veranstalter auf einen spannenden Tagesabschnitt, der das Gesamtklassement nochmal verändern sollte.

## Etappen
| Etappen   | Tag     | Start – Ziel                          | km         | Etappensieger   | Gesamterster              |
| --------- | ------- | ------------------------------------- | ---------- | --------------- | ------------------------- |
| 1. Etappe | 3. Juni | Wiesbaden – Tauberbischofsheim        | 198,6      | Erik Zabel      | Erik Zabel                |
| 2. Etappe | 4. Juni | Tauberbischofsheim – Pforzheim        | 186,6      | Erik Zabel      | Erik Zabel                |
| 3. Etappe | 5. Juni | Bühlertal – Schonach                  | 192,5      | Aitor Garmendia | Aitor Garmendia           |
| 4. Etappe | 6. Juni | Villingen-Schwenningen – Bad Dürrheim | 37,6 (EZF) | Michael Rich    | Igor González de Galdeano |
| 5. Etappe | 7. Juni | Bad Dürrheim – Friedrichshafen        | 172,3      | Erik Zabel      | Igor González de Galdeano |
| 6. Etappe | 8. Juni | Friedrichshafen – Oberstdorf          | 191        | Stéphane Augé   | Igor González de Galdeano |
| 7. Etappe | 9. Juni | Biberach – Stuttgart                  | 172,2      | Erik Zabel      | Igor González de Galdeano |

### Etappendetails

#### 6. Etappe
- Sprintwertung bei km 62,7 in Oberstaufen
- Bergwertungen bei km 39,1 in Lindenberg (Kat. 3, 796 m ü. NHN), bei km 100,6 am Riedbergpass (Kat. 1, 1420 m ü. NHN), bei km 132,7 in Oberjoch (Kat. 2, 1165 m ü. NHN)  und bei km 149,1 in Oberelleg (Kat. 2, 1080 m ü. NHN)
- Streckenverlauf: Friedrichshafen – Tettnang – Goppertsweiler – Primisweiler – Lindenberg – Markt Scheidegg – Weiler-Simmerberg – Oberstaufen – Krumbach – Hittisau – Balderschwang – Obermaiselstein – Fischen – Markt Bad Hindelang – Immenstadt – Ofterschwang – Oberstdorf

##### Jedermannrennen
- Start/Ziel, Länge: Oberstaufen/Oberstdorf, 128,3 km

## Trivia
Das Lied „SMS“ der dänischen Band Barcode Brothers war der offizielle Toursong der Deutschland Tour 2002.